# Dave Meyers
Dave Meyers (San Diego, 21 april 1953 – Temecula, 9 oktober 2015) was een Amerikaans basketbalspeler.

## Biografie
Meyers werd in de NBA Draft van 1975 gekozen door de Los Angeles Lakers. Negentien dagen later maakte hij deel uit van een grote ruil tussen de Lakers en de Milwaukee Bucks, waarbij onder meer sterspeler Kareem Abdul-Jabbar de omgekeerde richting maakte. Meyers speelde 72 wedstrijden in zijn eerste seizoen. In zijn derde wedstrijd in de NBA scoorde hij al 28 punten. In 1977 deed hij nog beter, met 31 punten tegen San Antonio Spurs. In 1980 nam hij afscheid van het professionele basketbal. 
Meyers overleed in 2015 op 62-jarige leeftijd. 